# Da Uzi
Ne doit pas être confondu avec Uzi (rappeur).
Da Uzi, stylisé en DA Uzi, de son vrai nom Davy Ngoma Di Malonda, né le 29 août 1992 à Angers (Maine-et-Loire), est un rappeur français d'origine congolaise.

## Biographie

### Jeunesse
Originaire du Congo-Kinshasa, DA Uzi, de son vrai nom Davy Ngoma Di Malonda, naît le 29 août 1992 à Angers. Durant son enfance, il vit successivement à Villemomble, à Villeparisis jusqu'à ses 11 ans, chez des tantes dans plusieurs petites communes de Seine-et-Marne, et passe un an à Poitiers dans le but de suivre une section sport-étude, avant de définitivement s'installer à la cité des 3 Tours à Sevran, en Seine-Saint-Denis, à ses 15 ans.
Rêvant initialement de s'imposer dans le football, DA Uzi joue en club à Villeparisis et intègre un centre de préformation à Poitiers. Seulement, à la suite de problèmes de comportement, il est relégué en équipe C dans son club de Villeparisis, et décide d'arrêter le football à 15 ans,.
Après avoir abandonné tous projets de carrière sportive, DA Uzi se met à écrire des textes de rap, et s'illustre pour la première fois au micro dans une MJC d'un quartier de Villeparisis.
DA Uzi est aussi connu à partir de sa jeunesse comme « le libanais », ce surnom provient de la série Romanzo criminale,. Il s'identifiera comme le personnage nommé ainsi car il se reconnaîtra sous ses traits de chef.

### Carrière
Son entrée dans le monde de la musique est peu connue, en effet, DA Uzi est incarcéré à plusieurs reprises avant 2016, avant la publication d'une série de freestyles intitulé La D en personne en 2017. À la fin de l'année 2017, il signe au sein du label Rec 118 de la major Warner Music. Ce projet contient des featurings avec d'autres artistes de Sevran, Maes et le groupe 13 Block.
Dans la deuxième moitié de l'année, DA Uzi sort plusieurs extraits de son nouveau projet dont un single en featuring avec Ninho : Entre les murs. Ce titre va atteindre la 62e place des charts français.

#### MexicoetArchitecte(2019-2020)
En 2019, DA Uzi publie non seulement son projet Mexico, qui sera une réussite en atteignant la 5e place du top album français, mais également une série de freestyles en quatre volumes intitulée WeLaRue. Son premier album studio intitulé Architecte sort le 3 avril 2020, et s'écoule à 9 749 exemplaires au cours de sa première semaine d'exploitation, se plaçant ainsi directement à la tête du Top Album en France. Da Uzi défend son projet en sortant les clips Soirées des cités ou encore Crois-moi. Fin août, le premier album du rappeur originaire de Sevran est certifié disque d'or avec plus de 50 000 ventes.

#### Vrai 2 VraietLe classico organisé(2021-...)
Le 23 juillet 2021, il sort son album Vrai 2 Vrai. L'album compte dix-sept titres dont six collaborations avec Nekfeu, Heuss l'Enfoiré, Soso Maness, ZKR, MHD et Freeze Corleone.
En novembre 2021, il participe au projet collectif Le classico organisé, à l'initiative de Jul réunissant plus de 150 rappeurs des Bouches-du-Rhône et d'Île-de-France.

## Affaire judiciaire
Le 15 mai 2021, Da Uzi est interpellé avec 5900 euros en espèces, à la suite de cette interpellation les policiers ont fait une perquisition chez Da Uzi et ont trouvé environ 4 kg de résine de cannabis, une arme et des munitions. Da Uzi est mis en détention provisoire jusqu'au 31 mai 2021, ou il est libéré “Le contrôle d’identité est illégal”, a souligné le tribunal, expliquant qu’il ne peut reposer “exclusivement sur la base du renseignement”.
Le 7 juillet 2024, on apprend via le clip du titre TRAFIQUINTE de Demon en collaboration avec DA Uzi, que DA Uzi est en prison. Il est libéré de prison le 20 aout 2024. En février 2025, il dit que « Je sais pas ma gueule . Qu’est-ce que tu veux que je te dise ? Le passé te rattrape. Tu connais, on a des casiers bien longs comme le bras. C’est des petits co*neries tu pars au chtar vite fait. Mais là on est là. J’étais en cellule, je m’entendais à la radio. ».

## Discographie

### Singles
- 2018 : Nounou (feat. Maes)
- 2018 : Voilà
- 2018 : Plavon
- 2018 : Noir
- 2018 : C'est le même thème (feat. 13 Block)
- 2018 : 2Kil de coke
- 2018 : Vrai 2 Vrai
- 2018 : Entre les murs (feat. Ninho)
- 2018 : La vraie vie
- 2018 : Mexico
- 2019 : WéLaRue #1 (Gotham)
- 2019 : WéLaRue #2 (Imparfait)
- 2019 : WéLaRue #3 (Vilain)
- 2019 : WéLaRue #4 (Laisse)
- 2020 : WéLaRue #5
- 2020 : WéLaRue #6 (Piano)
- 2019 : Plus belle la vie
- 2020 : Le dire (feat. Maes)
- 2020 : Autre part
- 2021 : L'impasse
- 2021 : Le dehors
- 2021 : Générations 90
- 2022 : Hmmm (Laisse tomber)
- 2024 : Michael Jordan
- 2024 : Reste solo

### Apparitions
2017 : 
- Wow Wow (sur la compilation Talents Fâchés 5)

2018 : 
- Hey Hey (sur la compilation Game Over)
- Dinero (feat. Lartiste & Don Milli, sur la compilation 93 Empire)

2019 : 
- Guzman (sur l'album Or Noir Part. 3 de Kaaris)
- 100K (sur la compilation Game Over Volume 2)
- Accusé à tort (Single de R.O)
- PDV (sur l'album Trap$tar 2 de Leto)
- Top départ (sur l'album La cité des hommes de Dadinho)
- T'es pas du gang (single de 404Billy)
- Loin d'eux (sur l'album Temps de Zikxo)
- Import-Export (sur l'album Jeune O.G. de Dinero)
- 93% (Tijuana) (feat. Landy & Hornet La Frappe sur l'album Indécis de GLK)

2020 : 
- Des années (sur l'album Ma ruche de Hornet la Frappe)
- On se comprend  (single de Zkr)
- La mort ou la prison (sur la mixtape La spé de Yaro)
- Zodiaque (sur l'album Mistral de Soso Maness)
- Coloré (sur l'EP Mode S de Dabs)
- Malfaiteurs (sur l'album Compte de faits de YL)
- Maman m'aime (sur l'album Stamina, de Dinos)

2021 : 
- En apnée (sur l'album HLM 2 de Mister You)
- Plus d'amour (sur l'album On verra bien de L'Allemand)
- Esprit (sur la mixtape WTSKL, Vol. 2 de Cheu-B)
- Marié à la street (feat. Bosh sur la mixtape Capo dei Capi Vol. II d'Alonzo)
- Top Boy (feat. Leto sur l'album Aimons-nous vivants de Sadek)
- Jamais on doute (sur l'album Vérité de ISK)
- Kuluna (sur l'album 02 Géné de Mig)
- Loi de la calle (feat. Lacrim, Alonzo, Mister You, Jul, Niro, Kofs, Le Rat Luciano sur l'album Le Classico organisé)

2022 : 
- Outils (sur l'album Rookie de Lamatrix)
- La Calle (sur l'album Boîte Noire de Rimkus)